# Angela Marie Buchanan
Angela Marie "Bay" Buchanan (n. 23 de diciembre de 1948) fue la tesorera de los Estados Unidos durante la administración del presidente Ronald Reagan y fue la persona más joven en ser Secretaria del Tesoro, a la edad de 32 años. Estuvo en el cargo desde el 17 de marzo de 1981 hasta el 5 de julio de 1983. Es la hermana de Patrick J. Buchanan y estuvo encargada de sus tres campañas para la nominación presidencial de Estados Unidos. Después de aparecer regularmente en el programa de noticias "Inside Politics" de CNN, se convirtió en comentadora del mismo canal en el programa The Situation Room.